# Synagogue Beit Chalom de Doboj
La synagogue Beit Chalom est située en Bosnie-Herzégovine, dans le nord de la ville de Doboj. Elle a été inaugurée en 2003 dans un bâtiment construit en 1922.
La synagogue d'origine, construite en 1874, a été détruite en 1942, pendant la Seconde Guerre mondiale.